# Nagrada „Marija i Stjepan Radić”
Nagrada „Marija i Stjepan Radić”, nagrada je koja se od 2012. godine dodjeljuje za životno djelo, zbog iznimnih zasluga za razvoj hrvatsko-čeških odnosa u cjelini. Nagrada je nazvana u čast hrvatskoga političara Stjepana Radića i njegove supruge Čehinje Marije Radić. Nagradu dodjeljuje Hrvatsko-češko društvo a prvu nagradu 2012. godine dobio je Zlatko Stahuljak, prvi predsjednik Hrvatsko-češkog društva i prvi hrvatski veleposlanik u Pragu.  

## Dobitnici
- 2012.: Zlatko Stahuljak
- 2015.: Dušan Karpatský
- 2016.: Vlado Milunić[2]
- 2017.: Dagmar Ruljančić[3]